# مسجد هفتاد و دو تن
مسجد شاه یا مسجد هفتاد و دو تن مربوط به سدهٔ ۹ ه‍.ق است و در مشهد، خیابان خسروی، ابتدای بازار بزرگ واقع شده است. این اثر در تاریخ ۱۸ تیر ۱۳۱۱ با شمارهٔ ثبت ۱۸۶ به‌عنوان یکی از آثار ملی ایران به ثبت رسیده است.
بنای کنونی ابتدا مقبره‌ای بوده که امیر غیاث الدین بین سال‌های ۸۰۷ تا ۸۱۷ برای خود بنا کرده و در دوره‌های بعد به مسجد تبدیل شده است. این بنا مشتمل بر فضای چهار طاقی گنبد دو پوش، دو مناره سرشکسته و یک ایوان است. در حال حاضر این اثر تاریخی به مسجد هفتاد و دو تن معروف است.

## نگارخانه

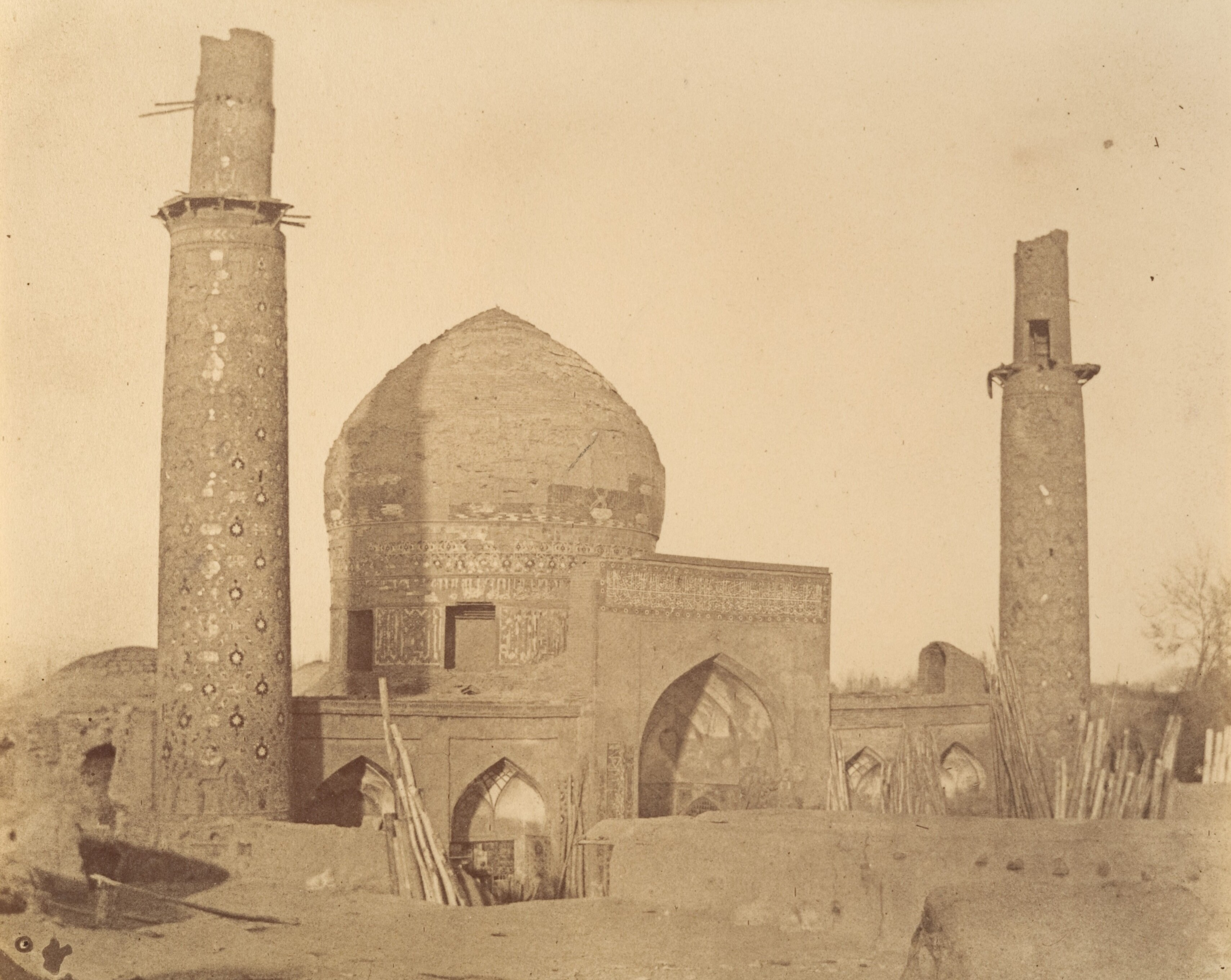
مسجد شاه در اواسط سدهٔ ۱۹ میلادی
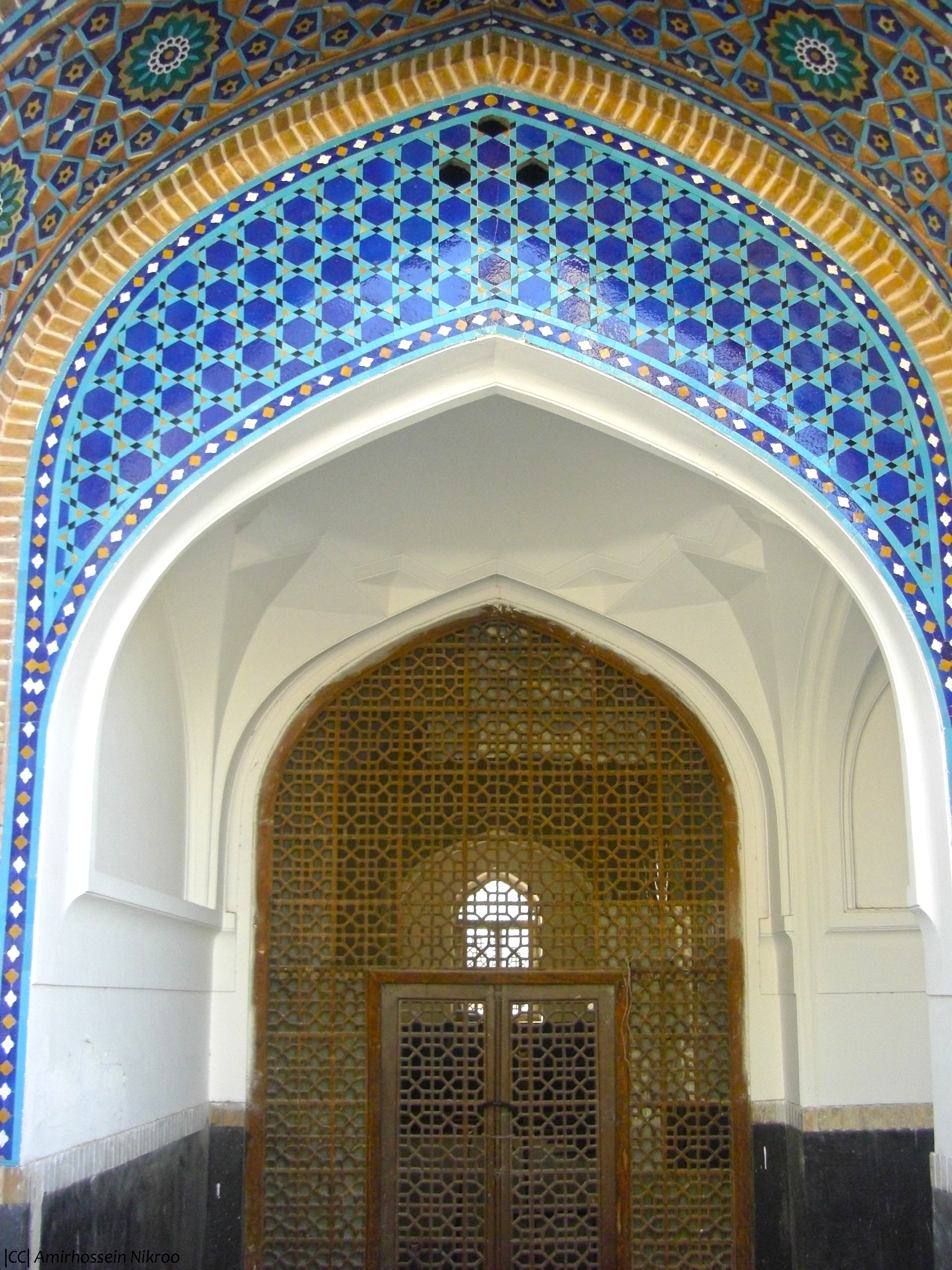
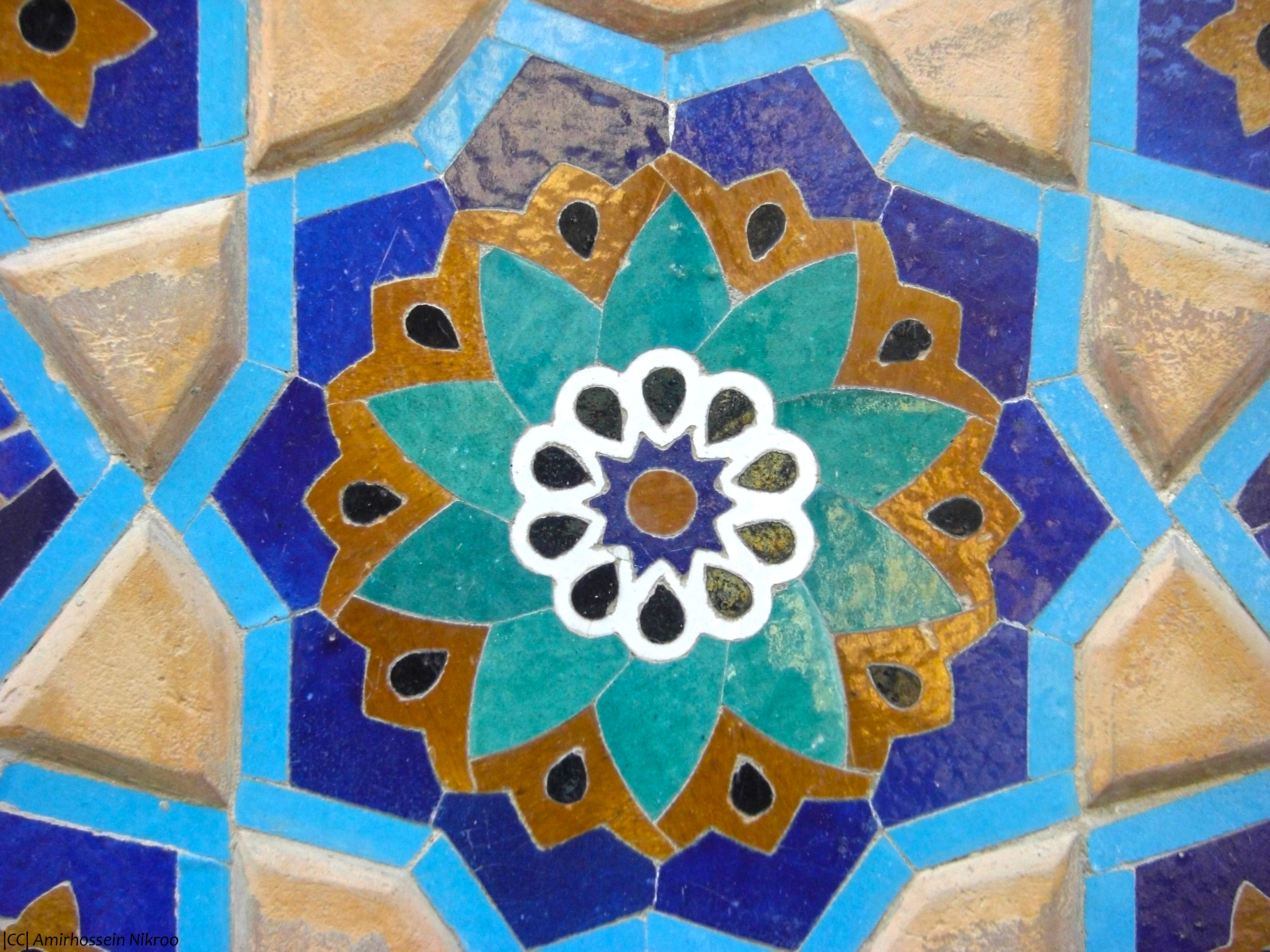
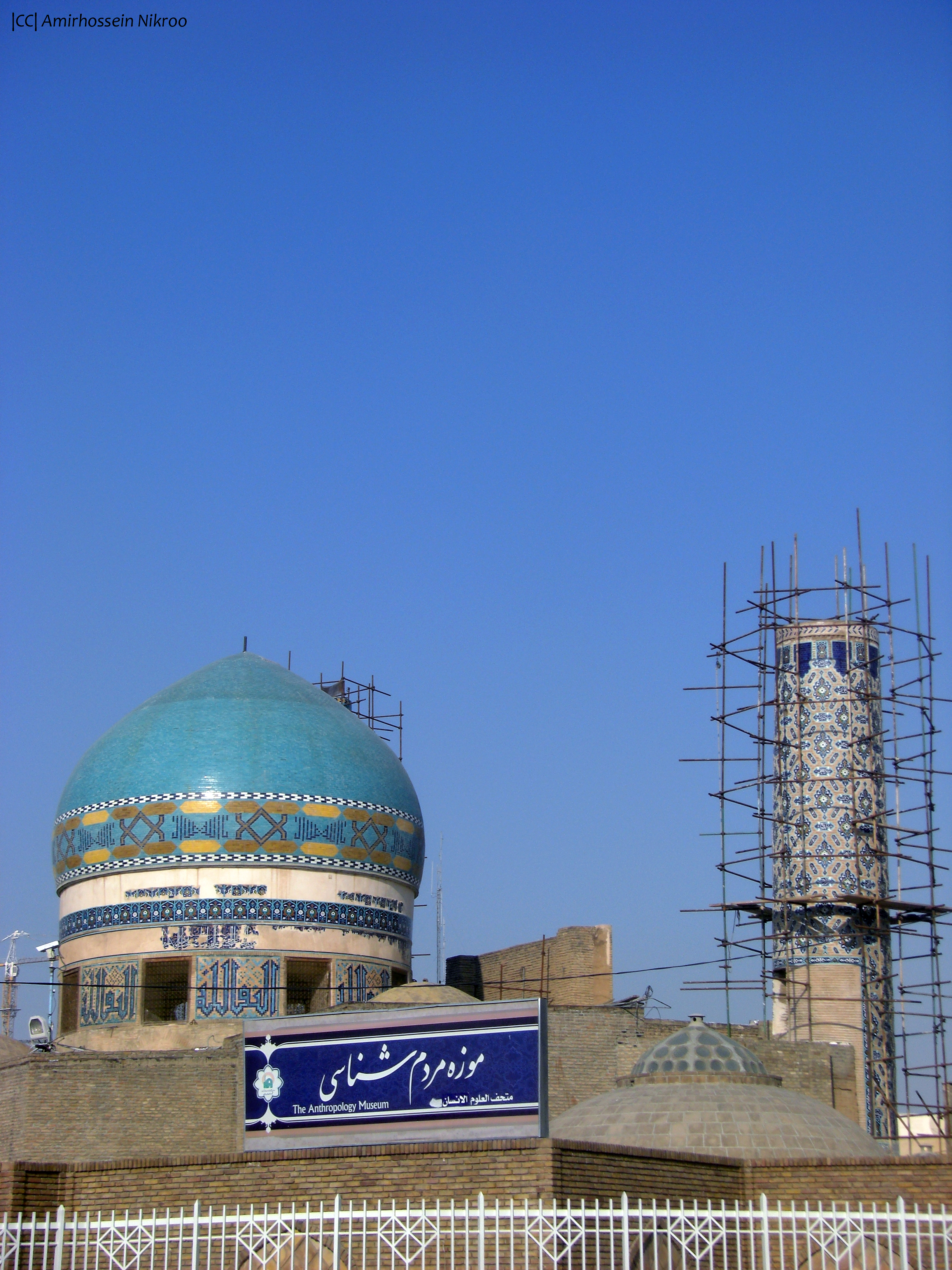
مسجد شاه مشهد
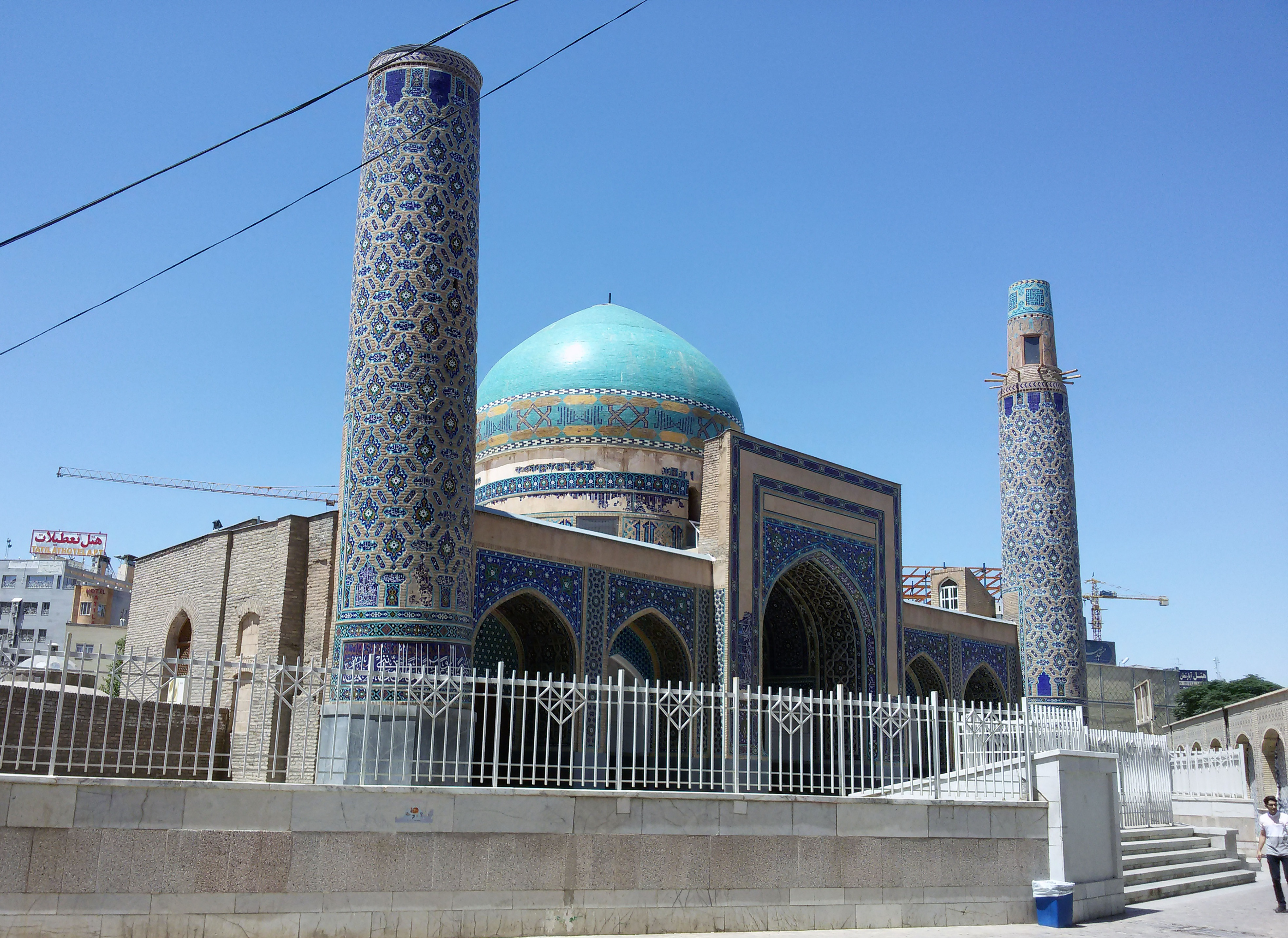
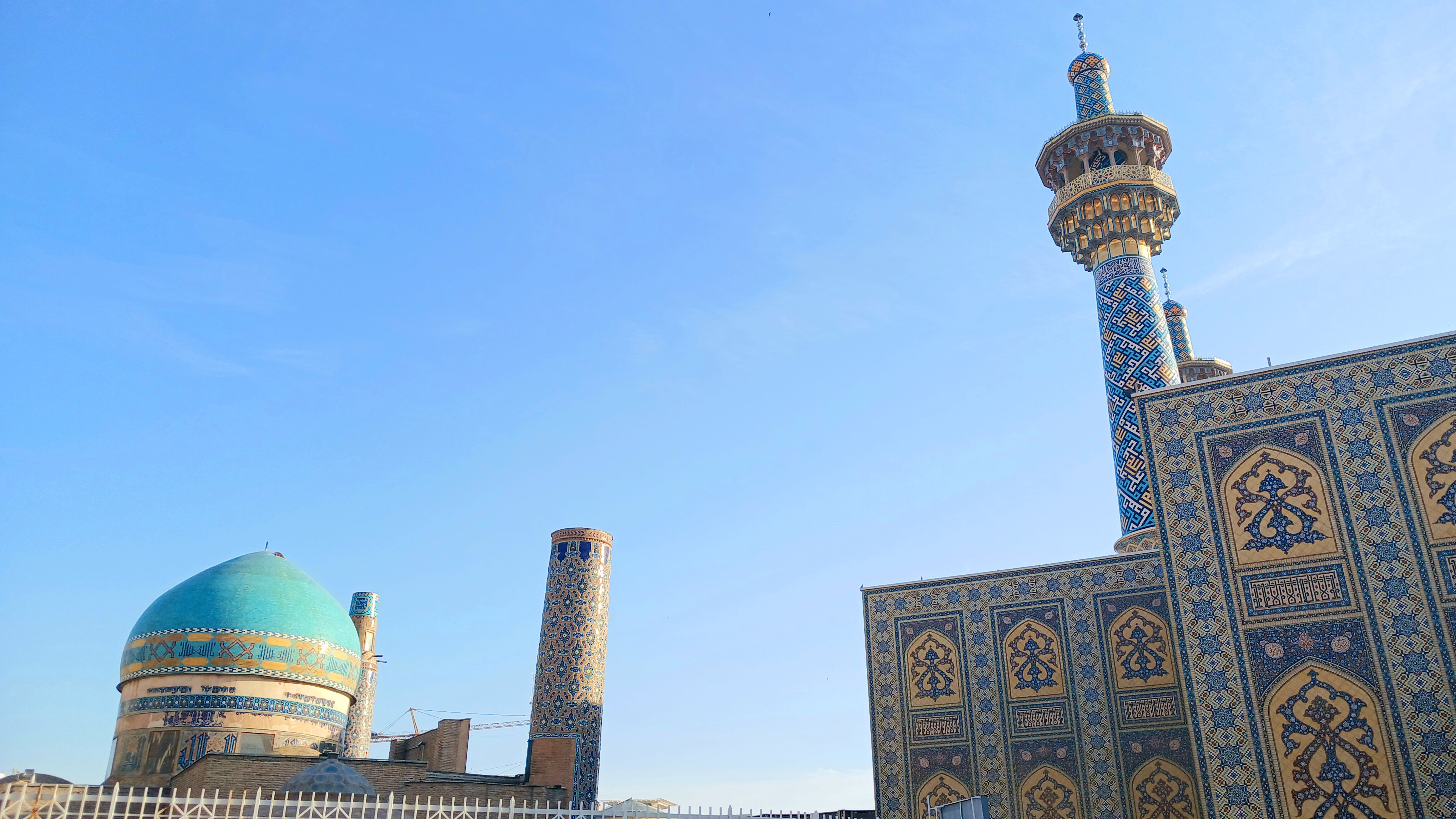
مسجد شاه (سمت چپ) در کنار منارۀ باب الهادی حرم امام رضا (سمت راست)